# (31537) 1999 DZ
1999 DZ (asteroide 31537) é um asteroide da cintura principal. Possui uma excentricidade de 0.13832340 e uma inclinação de 7.31355º.
Este asteroide foi descoberto no dia 18 de fevereiro de 1999 por Korado Korlević em Visnjan.